# Luanda
För andra betydelser, se Luanda (olika betydelser).
Luanda (tidigare Loanda) är huvudstad i Angola och landets största stad med en beräknad folkmängd på 4,5 miljoner invånare år 2009. Staden ligger vid Atlanten och är både Angolas huvudsakliga hamnstad och dess administrativa centrum. 
Stadens huvudexport består av kaffe, bomull, socker, diamanter, järn och salt.
I Luanda ligger Agostinho Neto-universitetet.

## Namn
Staden har fått sitt namn efter den närliggande ön Ilha de Luanda där de första portugisiska kolonisatörerna bosatte sig. 

### Etymologi
Namnet Luanda härrör från prefixet lu-, som i flera bantuspråk är vanligt på ortnamn i kustområden, deltaområden och våtmarker, till exempel Luena, Lucana, Lobito; i Luandas fall avses en sandbank omgiven av hav. Ordet ndandu anspelar på samlandet av små snäckor på ön Luanda, som utgjorde valuta i det gamla kungariket Kongo. Mbundu-folket formade uttalat av ortnamnet till sitt sätt att tala, vilket eliminerar vissa ljud. Det medförde att Lu-ndandu blev Luanda.
En annan version av ursprunget till namnet kommer från ordet "Axiluandas" (sjömän) på portugisiska, samt det portugisiska ordet för invånarna på ön Ilha de Luanda. När sjömän frågade vad de arbetade med svarade de "uwanda", ett ord som på kikongo betyder att arbeta med nätredskap.

## Historia

### Under portugisiskt styre
Staden grundades av den portugisiske utforskaren Paulo Dias Novais 1575 under namnet São Paulo de Luanda, och har varit landets administrativa centrum sedan 1627, med undantag för åren 1640-1648, då staden ockuperades av Nederländerna och gick under namnet Fort Aardenburgh. Från mitten av 1500-talet till mitten av 1800-talet var staden utskeppningshamn för slavhandeln till Brasilien. 1889 kunde staden växa ordentligt, då en akvedukt som gav staden öppet vatten. Staden växte förvånande snabbt, och 1972 benämndes staden i en rapport som "Afrikas Paris".

### Efter självständigheten
Då Angola blev självständigt 1975 var Luanda en modern stad och dess majoritetsbefolkning bestod av portugiser, då väldigt få afrikaner tilläts bo i Luanda. Efter självständighetsförklaringen flyttade de flesta portugiser ut, varav många flyttade till Sydafrika. En kris inträffade då inte många i lokalbefolkningen kände till hur man hanterade en stor stads infrastruktur. Tekniker från Kuba hyrdes in tillsammans med ett antal kubanska soldater, och dessa hjälpte till att bygga upp staden och utbilda befolkningen.

## Geografi

### Befolkningsgeografi
Staden Luanda är uppdelad i två delar, Baixa de Luanda, (södra Luanda, den gamla staden) och Cidade Alta (norra Luanda eller den nya delen). Baixa de Luanda ligger vid hamnen Porto de Luanda och har smala gator och äldre kolonialbyggnader. Dock har stora nybyggnationer utökat stadens storlek utöver den traditionella stadsgränsen, och tidigare självständiga städer som Viana, inkluderas numera i staden. 

#### Stadsdelar

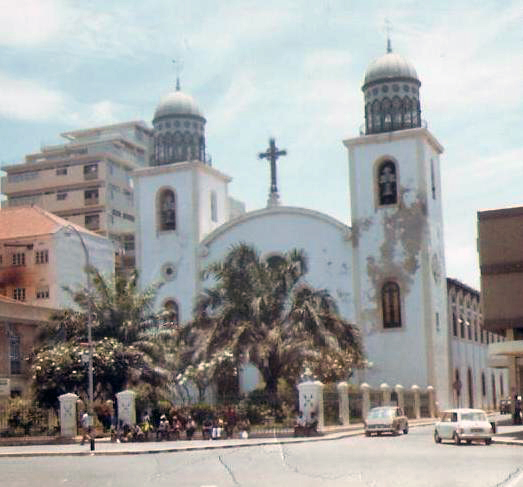
Luandas katedral - Större delen av Luandas befolkning är katolskt troende.

Luanda är uppdelad i 9 distrikt, så kallade "municípios":
- Município de Cazenga, Luanda
- Município de Ingombota
- Município de Kilamba Kiaxi
- Município de Maianga, Luanda
- Município de Rangel
- Município de Samba
- Município de Sambizanga
- Município de Cacuaco
- Município de Viana

En helt ny satellitstad, kallad Luanda Sul har nyligen byggts. I Camama och Kilamba Kiaxi byggs stora höghusområden. Huvudstaden Luanda växer konstant, vilket medfört att stadsgränserna flyttats även utanför distriktetsgränser. 
Luanda är säte för den katolska ärkebiskopen i landet. I staden finns även de flesta av landet högre lärosäten, däribland det privata Catholic University of Angola och det offentliga University of Agostinho Neto. Staden huserar även Angolas nationalstadion för fotboll Estádio da Cidadela ("Citadellstadion"), som har en kapacitet på 60 000 sittande. Samt multiarenan Estádio 11 de Novembro med en kapacitet på 50 000 sittande som färdigställdes 2009 inför Angolas arrangerande av Afrikanska mästerskapet i fotboll 2010.

## Vänorter
- Brasilien - Belo Horizonte
- Brasilien - São Paulo
- Brasilien - Salvador
- Brasilien - Brasília
- Egypten - Kairo
- Macao - Macau
- Moçambique - Maputo
- Mexiko - Oaxaca
- Niger - Tahoua
- Portugal - Lissabon
- Portugal - Porto
- Sydafrika - Johannesburg
- USA - Houston

## Kända personer

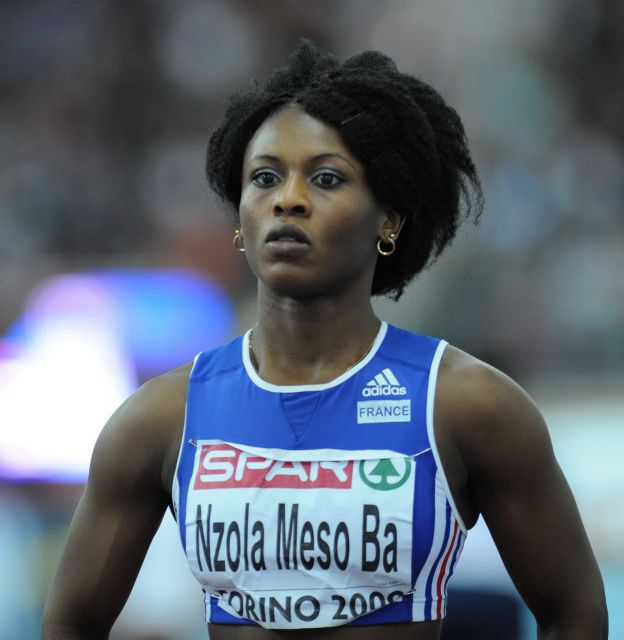
Teresa Nzola Meso Ba, 2009.

- José Eduardo dos Santos, Angolas president (1979-2017)
- Paulo Kassoma, Angolas premiärminister (2008-)
- Fernando da Piedade Dias dos Santos, Angolas premiärminister (2002-2008)
- Pinheiro de Azevedo, Portugals premiärminister (1975-1976)
- Paulo Flores, sångare
- Maria de Lourdes Pereira dos Santos Van-Dúnem, sångerska
- André Titi Buengo, fotbollsspelare
- Mateus Galiano da Costa, fotbollsspelare
- Pedro Emanuel, fotbollsspelare
- Hélder Marino, fotbollsspelare
- Teresa Nzola Meso Ba, idrottskvinna
- Paulo de Carvalho, sociolog